# Орта, Адольфо
Адо́льфо О́рта Марти́нес (исп. Adolfo Horta Martínez; 3 октября 1957, Сантьяго-де-Куба — 28 ноября 2016) — кубинский боксёр лёгких весовых категорий, выступал за сборную Кубы во второй половине 1970-х — первой половине 1980-х годов. Серебряный призёр летних Олимпийских игр в Москве (1980), трёхкратный чемпион мира, двукратный чемпион Панамериканских игр, победитель многих международных турниров и национальных первенств.

## Биография
Родился в деревне Сан-Лоренсо, провинция Сантьяго-де-Куба, детство провёл в городе Камагуэй. Активно заниматься боксом начал в возрасте двенадцати лет, неоднократно становился чемпионом страны среди юниоров, а в 1974 году перешёл на взрослый уровень, стал получать приглашения в основной состав национальной сборной. Два года спустя впервые выиграл чемпионат Кубы, победив всех конкурентов по команде в легчайшем весе (впоследствии повторил это достижение ещё восемь раз), кроме того, был лучшим на чемпионате Центральной Америки и Карибского бассейна. В 1978 году на чемпионате мира в Белграде выиграл золотую медаль.
В 1979 году перешел в лёгкую весовую категорию, после чего удачно выступил на Панамериканских играх в Сан-Хуане, где вновь выиграл медаль самой высшей пробы. Благодаря череде удачных выступлений удостоился права защищать честь страны на летних Олимпийских играх 1980 года в Москве — сумел дойти до финала, но в решающем матче со счётом 1:4 уступил представителю ГДР Руди Финку. Несмотря на поражение, кубинец остался в мировой боксёрской элите и через год одержал уверенную победу на Кубке мира в  Монреале.
На мировом первенстве 1982 года в Мюнхене выступал в полулёгкой весовой категории, победив всех соперников и поднявшись на верхнюю ступень пьедестала. В следующем сезоне выиграл золото на Панамериканских играх в Каракасе. Должен был представлять страну на летних Олимпийских играх 1984 года в Лос-Анджелесе, однако Куба бойкотировала эти соревнования, и вместо этого он принял участие в турнире стран социалистического лагеря «Дружба-84», где завоевал очередное золото.
В 1986 году Адольфо Орта выиграл третью на своём счету золотую награду чемпионата мира, на соревнованиях в американском городе Рино он вновь был лучшим, выступая в лёгком весе. А. Орта - один из двух (наравне с Т. Стивенсоном) трёхкратных чемпионов мира в 4-летнем цикле (1974 - 1986 годы), и единственный боксёр, побеждавший на чемпионатах мира в трёх последовательных весовых категориях. Вскоре после этих соревнований принял решение покинуть сборную и завершил карьеру спортсмена, всего в любительском олимпийском боксе провёл 346 боёв, из них 319 окончил победой. После окончания спортивной карьеры работал тренером, долгое время проживал в Мексике, где занимался подготовкой молодых перспективных боксёров.